# Сент-Френсіз (футбольний клуб, Сейшельські острови)
Футбольний клуб Сент-Френсіз або просто «Сент-Френсіз» (англ. Saint Francis Football Club) — сейшельський футбольний клуб з міста Бає Лазаре.

## Історія
Футбольний клуб Сент-Френсіз було засновано в місті Бає Лазаре на острові Мае. У сезонах 2010—2014 років клуб виступав у Першому дивізіоні. За цей час найкращим результатом клубу було 7-ме місце, яке команда посідала в сезонах 2001 та 2012 років. У сезоні 2014 року клуб посів останнє 10-те місце та вилетів до Другого дивізіону.

## Досягнення
- Кубок Другого дивізіону Сейшельських Островів з футболу
  -  Володар (1): 2009

- Кубок Третього дивізіону Сейшельських Островів з футболу
  -  Володар (1): 2006